# Matej Falat
Matej Falat (Bojnice, 8 febbraio 1993) è un ex sciatore alpino slovacco.

## Biografia
Falat, originario di Prešov e attivo in gare FIS dal dicembre del 2008, ha esordito ai Campionati mondiali a Garmisch-Partenkirchen 2011 (dove è stato 36º nel supergigante e 24º nella supercombinata), in Coppa del Mondo il 26 febbraio dello stesso anno a Bansko in supercombinata (senza completare la prova) e in Coppa Europa il 22 febbraio 2012 a Sella Nevea in supergigante (nuovamente senza completare la prova).
Ai Mondiali di Schladming 2013 si è classificato 50º nel supergigante e non ha completato lo slalom gigante e la supercombinata; l'anno dopo ai XXII Giochi olimpici invernali di Soči 2014, suo esordio olimpico, è stato 42º nel supergigante e non ha completato lo slalom speciale e la supercombinata. Il 19 dicembre 2015 ha ottenuto il miglior piazzamento in Coppa Europa, a Plan de Corones in parallelo (9º), e ai Mondiali di Sankt Moritz 2017 ha vinto la medaglia d'argento nella gara a squadre, si è classificato 37º nello slalom gigante e non ha completato la gara di qualificazione per lo slalom speciale.
Ai XXIII Giochi olimpici invernali di Pyeongchang 2018, sua ultima presenza olimpica, si è classificato 50° nello slalom gigante e non ha completato lo slalom speciale; l'anno dopo ai Mondiali di Åre 2019, suo congedo iridato, è stato 34º nello slalom speciale, 5º nella gara a squadre e non ha completato lo slalom gigante. Ha preso per l'ultima volta il via in Coppa del Mondo l'8 gennaio 2020 in slalom speciale, senza completare la prova (non ha portato a termine nessuna della 30 gare nel massimo circuito cui ha preso parte), e si è ritirato al termine della stagione 2019-2020: la sua ultima gara è stata uno slalom speciale FIS disputato l'8 marzo a Leogang.

## Palmarès

### Mondiali
- 1 medaglia:
  - 1 argento (gara a squadre a Sankt Moritz 2017)

### Coppa Europa
- Miglior piazzamento in classifica generale: 130º nel 2019

### Australia New Zealand Cup
- Miglior piazzamento in classifica generale: 9º nel 2014
- 2 podi:
  - 1 secondo posto
  - 1 terzo posto

### Far East Cup
- Miglior piazzamento in classifica generale: 4º nel 2018
- Vincitore della classifica di combinata nel 2018
- 6 podi:
  - 2 vittorie
  - 2 secondi posti
  - 2 terzi posti

#### Far East Cup - vittorie
| Data            | Località     | Paese         | Specialità |
| --------------- | ------------ | ------------- | ---------- |
| 12 gennaio 2018 | High1 Resort | Corea del Sud | KB         |
| 15 gennaio 2018 | High1 Resort | Corea del Sud | SL         |

Legenda:

SL = slalom speciale

KB = combinata

### Campionati slovacchi
- 12 medaglie[1]:
  - 6 ori (discesa libera, supergigante nel 2013; slalom speciale nel 2017; slalom speciale nel 2018; slalom speciale nel 2019; slalom speciale nel 2020)
  - 4 argenti (slalom speciale nel 2014; slalom speciale nel 2016; slalom gigante nel 2017; slalom gigante nel 2019)
  - 2 bronzi (supergigante nel 2012; slalom gigante nel 2018)